# Georg Liebscher
Georg Liebscher (né le 8 février 1853 à Magdebourg ; mort le 8 mai 1896 à Göttingen) est un agronome allemand.

## Biographie
En 1875, il poursuit ses études agricoles à la Université Halle, où il obtient son doctorat à Julius Kühn en 1879 avec une thèse sur les causes de la fatigue de la betterave.

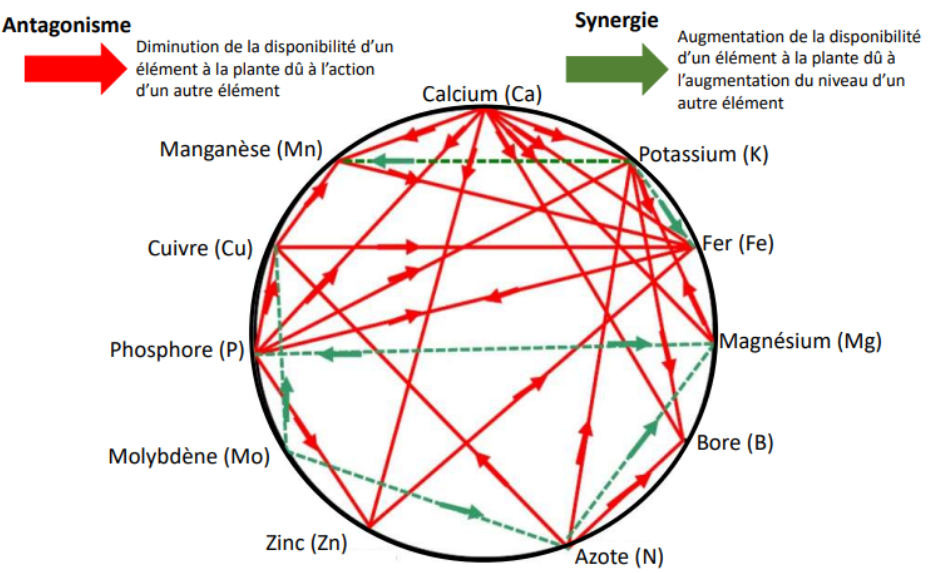
Le diagramme de Mulder illustre la loi de l'optimum.

En complément de la loi de Liebig sur le minimum (1850) selon laquelle le rendements d'une culture est proportionnel à la quantité de l'élément minéral fertilisant qui le premier vient à manquer, Liebscher développe en 1895 une autre loi de la fertilisation : la loi de l'optimum (appelée aussi loi du maximum) établit qu'au-delà d'un certain seuil ou ratio, un élément fertilisant peut limiter la disponibilité d'un ou plusieurs autres éléments.

## Publications
- Über die Beziehungen von Heterodera schachtii zur Rübenmüdigkeit. Diss. phil. Halle-Wittenberg 1879.
- Japan´s landwirthschaftliche und allgemeinwirthschaftliche Verhältnisse. Nach eignen Beobachtungen dargestellt. Édité par Gustav Fischer Jena 1882.
- Der Verlauf der Nährstoffaufnahme und seine Bedeutung für die Düngerlehre. Édité par Paul Parey, Berlin 1888. Numéro spécial du :  Journal für Landwirthschaft T. 35, 1887, p. 335-518.
- Das landwirtschaftliche Studium an der Universität Göttingen. Édité par Paul Parey, Berlin 1893.
- Untersuchungen über die Bestimmung des Düngerbedürfnisses der Ackerböden und Kulturpflanzen. In: Journal für Landwirtschaft T. 43, 1895, p. 49-216 (comprend les principaux résultats des recherches sur la fertilisation).
- Anbau-Versuche mit verschiedenen Sommer- und Winterweizen-Sorten. Débuté par le Prof. Dr. Liebscher-Göttingen, poursuivit et complété par le Prof. Dr. Edler-Jena. In: Arbeiten der Deutschen Landwirtschafts-Gesellschaft H. 32, 1898. 130 p.